# Herb gminy Somianka
Herb gminy Somianka – jeden z symboli gminy Somianka, ustanowiony 30 października 2009.

## Wygląd i symbolika
Herb przedstawia na tarczy koloru błękitnego pół złotego słońca, a pod nim czarnego suma w kształcie litery „S” (nawiązanie do nazwy gminy).